# Pietro De Martino

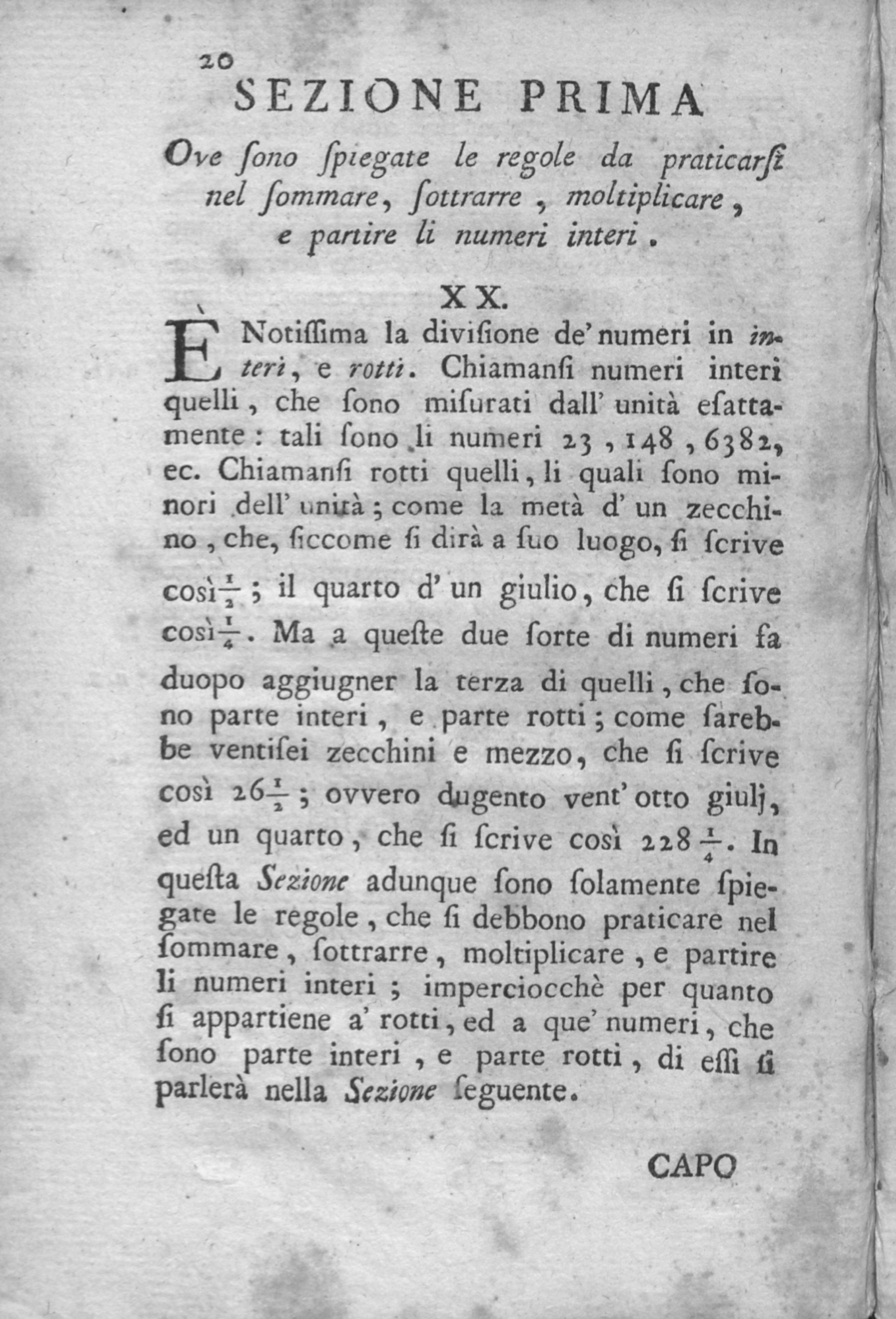
Nuove instituzioni di aritmetica pratica, Seção Um, edição de 1762

Pietro De Martino ou Di Martino (Faicchio, 31 de maio de 1707 – Nápoles, 28 de janeiro de 1746) foi um matemático e astrônomo italiano.

## Biografia
Nascido em Faicchio, irmão de Angelo, inicialmente professor de física médica e depois de matemática na Universidade de Nápoles Federico II, e de Nicola Antonio De Martino, professor de matemática e diretor do Real Corpo degli Ingegneri. Pietro De Martino foi um pupilo de Agostino Ariani e de Giacinto De Cristoforo (1650-1730). Em 1735 foi designado para a cátedra de astronomia e náutica da Universidade de Nápoles.
Disputou com Ruđer Bošković sobre a questão de se é possível obter um resultado correto partindo de uma hipótese errada.
Autor de várias obras; sua Nuove istituzioni di aritmetica pratica, publicada originalmente em 1739 em Nápoles, teve diversas reimpressões (a melhor conhecida de 1758; uma também em Turim em 1762). Morreu em Nápoles em 1746.

## Obras
- Philosophiae naturalis institutionum libri tres (em latim). Nápoles: Felice Carlo Mosca. 1738
- Nuove istituzioni di aritmetica pratica (em italiano). Nápoles: Felice Carlo Mosca. 1739
- De luminis refractione et motu (em latim). Nápoles: [s.n.] 1740
- De corporum quae moventur viribus, earumque aestimandarum ratione (em latim). Nápoles: Felice Mosca. 1741
- Degli elementi della geometria piana composti da Euclide Megarese, e tradotti in italiano, ed illustrati da d. Pietro Di Martino libri 6 (em italiano). Nápoles: Alessio Pellecchia. 1751
- Nuove instituzioni di aritmetica pratica (em italiano). Turim: Stamperia Reale. 1762 [1739]